# عضلات تحت القذال
عضلات تحت القذال (باللاتينية: Musculi suboccipitales) هي مجموعةٌ من العضلات سُمّيت بحسب موقعها في مؤخر الرأس «القَذَال»، وهي أربع أزواجٍ من العضلات تقع في الجانب السفلي من العظم القذالي ويُغذيها عصبيًا عصب تحت القذال. اثنتان منها عضلات مستقيمة واثنتان مائلة جرى تسميتها كالتالي:
- عضلة مستقيمة رأسية خلفية كبيرة [الإنجليزية]، تمتد من الناتئ الشوكي لفقرة المحور (الفقرة العنقية الثانية) وحتى العظم القذالي.
- عضلة مستقيمة رأسية خلفية صغيرة [الإنجليزية]، تمتد من منتصف القوس الخلفي لفقرة الأطلس (الفقرة العنقية الأولى) وحتى القذال.
- عضلة مائلة علوية للرأس [الإنجليزية]، تمتد من الناتئ المستعرض لفقرة الأطلس وحتى القذال.
- عضلة مائلة سفلية للرأس [الإنجليزية]، تمتد من الناتئ الشوكي لفقرة المحور وحتى الناتئ المستعرض لفقرة الأطلس.

## معرض صور

رسم متحرك لموضع عضلات تحت القذال.
صورة مقرّبة من الأسفل.
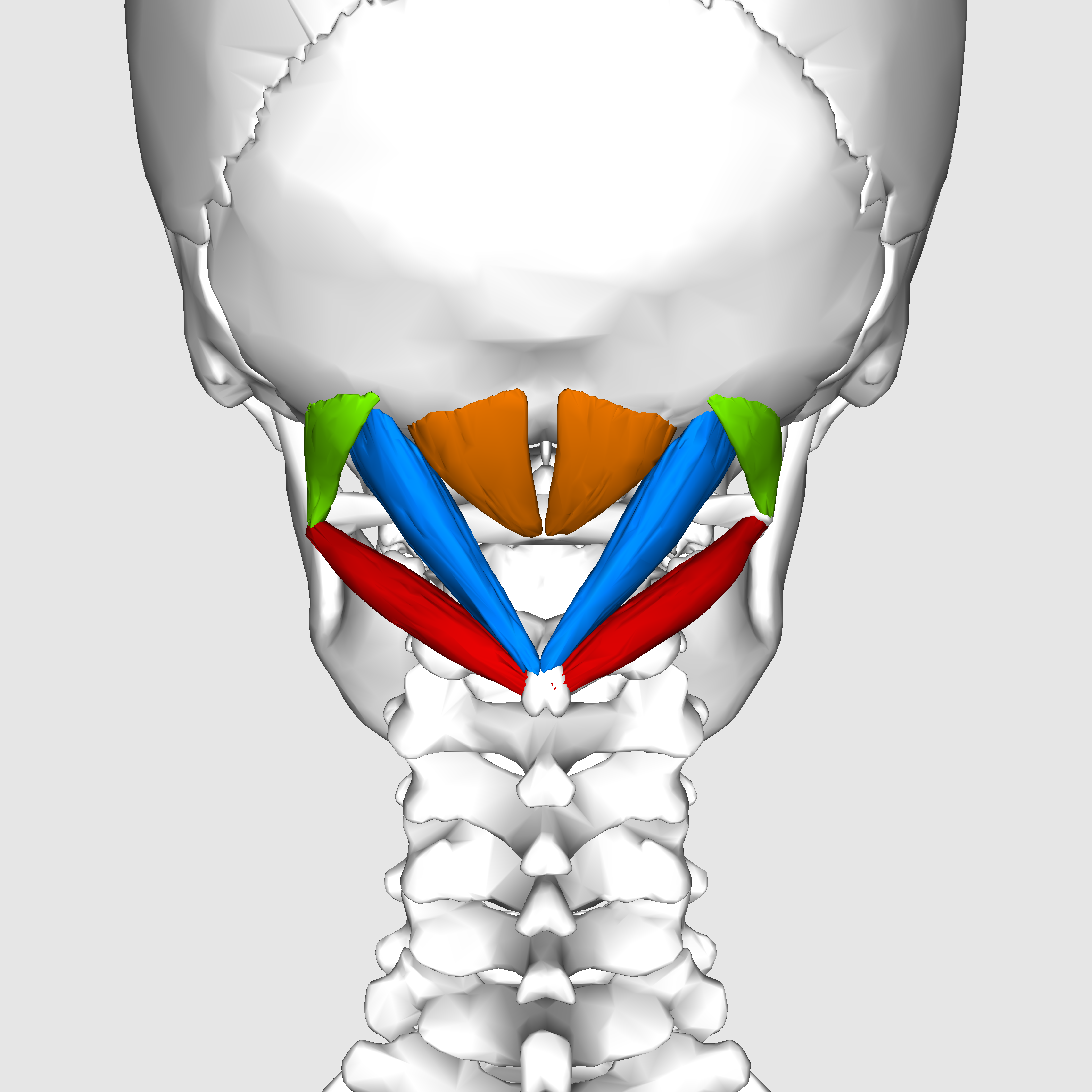
صورة ثابتة.